# Aki Maeda
Aki Maeda (japanisch 前田 亜季 Maeda Aki; * 11. Juli 1985 in Tokio) ist eine japanische Schauspielerin und Sängerin. Bekanntheit erlangte sie 2000 durch die Rolle der Noriko Nakagawa im kontroversen Drama Battle Royale.

## Leben
Aki Maeda ist die jüngere Schwester der ebenfalls als Schauspielerin tätigen Ai Maeda (* 1983). Sie gab ihr Leinwanddebüt 1996 in einer kleinen Rolle im Science-Fiction-Film Gamera – Attack of the Legion, ihre erste größere Rolle folgte 1997 im Horrorfilm Gakkō no kaidan 3.
Internationale Bekanntheit erlangte Aki Maeda 2000 an der Seite von Takeshi Kitano und Tatsuya Fujiwara als Hauptdarstellerin in Kinji Fukasakus Drama Battle Royale. Für ihre Darstellung der Noriki Nakagawa erhielt sie 2001 den Preis als beste Nachwuchsdarstellerin bei den Japanese Academy Awards. 2003 war Maeda zusammen mit ihrer Schwester auch in der Fortsetzung Battle Royale II: Requiem zu sehen.
2002 sprach Aki Maeda die Rolle der Yuki in Studio Ghiblis Animationsfilm Das Königreich der Katzen. Seit den 2010er Jahren tritt sie vermehrt in japanischen Fernsehproduktionen auf, Rollen in Kinofilmen wurden seltener. 2008 absolvierte die Schauspielerin ihren Abschluss an der Hōsei-Universität.
Vor ihrem Durchbruch als Schauspielerin war Aki Maeda zwischen 1998 und 2000 als Solosängerin aktiv, 1999 veröffentlichte sie ihr Debütalbum Winter Tales. Zudem war Maeda Mitglied der kurzlebigen Girlgroup Hipp’s und zwischen 2002 und 2008 vertretungsweise Sängerin der Gruppe MAX. Nach ihrer Rolle in Battle Royale konzentrierte sie sich überwiegend auf ihre Schauspielkarriere. 2005 trat Maeda im Musikfilm Linda Linda Linda in einer Hauptrolle als Schlagzeugerin der Band Paran Maum auf und war als solche auch am Soundtrack zum Film beteiligt.

## Filmografie (Auswahl)
- 1996: Gamera – Attack of the Legion (Gamera 2: Region shurai)
- 1996: Gakkō no kaidan 2
- 1997: Gakkō no kaidan 3
- 1999: Gamera - Revenge of Iris (Gamera 3: Jashin kakusei)
- 2000: Battle Royale (Batoru Rowaiaru)
- 2001: Godzilla, Mothra and King Ghidorah (Gojira, Mosura, Kingu Gidora: Daikaijū Sōkōgeki)
- 2002: Das Königreich der Katzen (Neko no Ongaeshi)
- 2003: Battle Royale II: Requiem (Batoru Rowaiaru II: Rekuiemu)
- 2005: Linda Linda Linda
- 2005: Harami: Shiroi kyōfu
- 2006: Mizu ni sumu hana
- 2008: Jirochô sangokushi
- 2009: Gin-iro no ame
- 2011: Kasha (Fernsehfilm)
- 2012: Aokigahara
- 2013: Last Hope (Miniserie, 11 Folgen)
- 2013: 24 no hitomi (Fernsehfilm)
- 2019: Motherhood (Kurzfilm)